# نناد زوگاچ
نناد زوگاچ (به انگلیسی: Nenad Žugaj) (زاده ۱۹ آوریل ۱۹۸۳) کشتی گیر کشور کرواسی است.
این کشتی‌گیر برادر دوقلوی دیگر کشتی‌گیر اهل کرواسی، نون زوگاچ می‌باشد.